# Habbaniyya
Il lago Buhayrat al-Habbaniyah (arabo: بحيرة الثرثار) o lago Habbaniyya si trova in Iraq ad occidente di Baghdad e a circa 25 km ad ovest di Falluja, nel governatorato di al-Anbar. La sua superficie è pari a circa 140 km².
Sin dai tempi antichi nel lago si sono raccolte le acque di inondazione del fiume Eufrate (che scorre a nord nord-est del lago e attraversa la città di Ramadi) e proprio a questo scopo nel 1956 fu costruito uno sbarramento sul fiume nei pressi di Ramadi.
Fra le due guerre mondiali la britannica Imperial Airways installò nei pressi del lago un punto di sosta e di rifornimento per gli idrovolanti impiegati nella rotta fra Regno Unito e India. Negli stessi anni anche la RAF allestì vicino allo scalo civile una base aerea sulle rive dell'Eufrate, chiamata RAF Habbaniyya. La base aerea fu teatro di un'azione militare durante la Guerra anglo-irachena del 1941: durante gli scontri con le truppe irachene i pochi militari britannici presenti riuscirono a resistere fino all'arrivo dei rinforzi provenienti dalla Palestina.